# Fernando Atzori

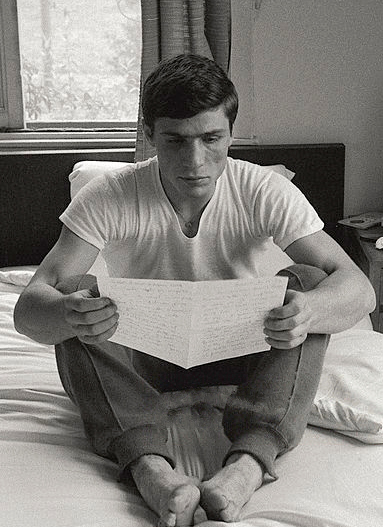
Fernando Atzori bei den Olympischen Spielen in Tokio (1964)

Fernando Atzori (* 1. Juni 1942 in Ales; † 9. November 2020 in Florenz) war ein italienischer Fliegengewichtsboxer und Olympiasieger.

## Amateur
Atzori wurde 1963 und 1964 Militärweltmeister im Fliegengewicht. 1964 gewann er bei den Olympischen Spielen in Tokio die Goldmedaille im Fliegengewicht. Im Finale besiegte er den Polen Artur Olech. Außerdem gewann Atzori 1964 die Mittelmeerspiele.

## Profi
1965 wurde er Profi und startete gleich mit einer Serie von siebzehn Siegen. Dabei erkämpfte er sich den vakanten Europameistertitel im Fliegengewicht gegen den Franzosen René Libeer. Bis August 1971 verteidigte Atzori den Titel neun Mal: gegen Libeer, gegen den Schweizer Fritz Chervet, zweimal gegen den Schotten John McCluskey, zweimal gegen seinen Landsmann Franco Sperati, den Franzosen Kamara Diop (gebürtig in Guinea), den Spanier Andrés Sainz Romero und gegen den Franzosen Gérard Macrez.
Chervet gelang es im März 1972, Atzori zu besiegen und sich den Europameistertitel zu holen. Im Juni 1973 war der Titel wieder vakant. Atzori schlug den Franzosen Dominique Cesari in der elften Runde K. o. und hatte sich somit den Titel wieder gesichert. Doch sein alter Rivale Chevet entrang ihm den Titel wieder. Im Dezember des gleichen Jahres gewann Chevet gegen Atzori durch K. o. in der siebten Runde. Atzori boxte noch ein Jahr weiter, doch nach spärlichem Erfolg beendete er im Februar 1975 seine Boxkarriere.